# Josep d'Amat i de Junyent
Josep d'Amat i de Junyent i Vergós (1702 Barcelona +1777) Segon Marquès de Castellbell i Marquès de Castellmeià, Regidor degà i perpetu de Barcelona, fill de Josep d'Amat i de Planella Primer Marquès de Castellbell i de Maria Anna Junyent i Vergós.
Casat als 18 anys amb Anna de Rocabertí i Descatllar, Baronessa de Santa Pau. Fou succeït pel seu fill Gaietà d'Amat i de Rocabertí.